# Suncus
Suncus är ett däggdjurssläkte i familjen näbbmöss med omkring 20 arter som förekommer i Eurasien och Afrika. Med flimmernäbbmusen finns den minsta näbbmusen i släktet som även är ett av de minsta däggdjuren.

## Kännetecken
I släktet förekommer inte bara små arter utan även större näbbmöss. Kroppslängden varierar mellan 35 och 150 millimeter, svanslängden mellan 25 och 100 millimeter och vikten mellan 2,5 och 100 gram. Den korta mjuka pälsen har vanligen en grå- eller brunaktig färg. Svansen är täckt av långa hår. Flera arter (och främst hannar) avsöndrar en myskluktande vätska från sina doftkörtlar.

## Utbredning och habitat
Utbredningsområdet sträcker sig över södra Europa, södra och sydöstra delar av Asien samt över Afrika, inklusive Madagaskar. De vistas oftast i skogar men lever även på fält och andra odlade regioner samt bland människans bostäder.

## Levnadssätt
Arterna är främst aktiva på natten och individerna lever vanligen ensamma. Bara under parningstiden och under tiden där ungarna uppfostras bildar de par. Födan utgörs främst av insekter men de äter även daggmaskar och andra ryggradslösa djur samt matrester från människans avfallshögar. Ofta har arterna sina bon i termitstackar. De fuktiga och jämnvarma förhållanden som förekommer i termitbon är antagligen gynnsamma för dessa näbbmöss.

## Fortplantning
För flera arter är fortplantningssättet okänt. Oftast varar dräktigheten i 27 till 30 dagar och sedan föds två till åtta ungdjur. Ungarna avvänjas efter 17 till 20 dagar och de är tidigast könsmogna och full utvecklade efter 1,5 månader. Individer i fångenskap blev mellan 1,5 och 2,5 år gamla.

## Hot
Flera arter hotas genom förstöringen av levnadsområdet och så listas S. aequatorius av IUCN som akut hotad och flera andra arter som starkt hotade. Å andra sidan ökade några kulturföljare i släktet som S. murinus sin utbredning.

## Systematik
Wilson & Reeder (2005) skiljer mellan 18 arter:
- Suncus aequatorius lever i centrala Afrika.
- Suncus ater är endemisk på Borneo.
- Suncus dayi förekommer i södra Indien.
- Flimmernäbbmus (Suncus etruscus) finns i södra Europa, norra Afrika och södra Asien. Den räknas tillsammans med trynfladdermusen som världens minsta däggdjur.
- Suncus fellowesgordoni är endemisk på Sri Lanka.
- Suncus hosei förekommer på Borneo.
- Suncus infinitesimus finns i centrala och södra Afrika.
- Suncus lixus hittas i Kongo-Kinshasa, Kenya och Sydafrika.
- Suncus madagascariensis är endemisk på Madagaskar.
- Suncus malayanus lever på Malackahalvön.
- Suncus megalura förekommer i stora delar av Afrika söder om Sahara, listades tidigare till släktet Sylvisorex.
- Suncus mertensi finns bara på den indonesiska ön Flores.
- Suncus montanus är endemisk på Sri Lanka.
- Suncus murinus är en av de största arterna och har ett vidsträckt utbredningsområde i Afrika och Asien.
- Suncus remyi lever i ett litet område i Gabon, den beskrevs 1965 och sedan betraktades den länge som utdöd innan den hittades igen.
- Suncus stoliczkanus förekommer från Pakistan till Indien och Nepal.
- Suncus varilla finns från Nigeria och Tanzania till Sydafrika.
- Suncus zeylanicus är endemisk på Sri Lanka.

Året 2009 beskrevs ytterligare en art:
- Suncus hututsi, östra Afrika.